# Долматов, Сергей Викторович
Сергей Викторович Долматов (род. 20 февраля 1959, Киселёвск) — советский и российский шахматист, гроссмейстер (1982) и тренер. Победитель XXX Всемирной Шахматной Олимпиады в Маниле (1992) в составе команды России.

## Биография
Родился в семье горного инженера, к шахматам приобщился под влиянием отца. Ещё до окончания средней школы Сергей выполнил норматив мастера спорта.
Поступил на экономический факультет Московского государственного университета, где познакомился с Марком Дворецким и его учеником Артуром Юсуповым.
Выпускник экономического факультета МГУ (1980).
Чемпион мира среди юниоров (1978). В чемпионатах Европы среди юношей (1977/1978 и 1978/1979) — 2-е место. В составе команды СССР чемпион мира среди молодёжи (1980, 1981 и 1983). Участник зональных турниров ФИДЕ в Ереване (1982) — 7—8-е место и 6 чемпионатов СССР (1979—1989); лучшие результаты: 1980 — 6—9-е, 1987 — 7-е и 1989 — 2—5-е места. Победитель Кубка европейских клубов (1979) и Кубка СССР (1980, в составе команды «Буревестник»); Спартакиады народов СССР (1983, в составе команды Москвы); командного чемпионата СССР (1985, в составе 1-й команды РСФСР); ряда международных турниров: Залаэгерсег (1977), Амстердам (1979; турнир мастеров), Градец-Кралове (1980), Бухарест (1981), Фрунзе и Барселона (1983), Таллин (1985). На международном турнире в Москве (1987, 1-й турнир) — 3—5-е места. Победитель  Всемирной Шахматной Олимпиады 1992 года в Маниле в составе команды России. 
В 1990 году прошёл отбор на межзональном турнире в Маниле и стал претендентом, однако уже  в четвертьфинале претендентских матчей 1991 года в Вейк-ан-Зее проиграл в драматичной борьбе Артуру Юсупову по результатам основных партий и мини-матча с укороченным контролем времени (45 минут на 60 ходов) с общим счётом 5,5:6,5.
 
Еще одну претендентскую попытку Долматов предпринял в 1999 году на чемпионате мира ФИДЕ в Лас-Вегасе, проходившем по нокаут-системе, но уступил Виктору Корчному в быстрых шахматах. В середине девяностых годов XX века рейтинг Долматова снизился, однако уже в начале 2000-х годов он сумел вернуться на прежние позиции в шахматном мире.

Шахматист активного позиционного стиля, хорошо ориентировался в комбинационных осложнениях.

Сергей Долматов получил признание и как тренер. Тренер Гарри Каспарова в матче на первенство мира 1987 года, где Каспаров одержал победу над Анатолием Карповым. Позднее был наставником другого чемпиона мира — Владимира Крамника.

Был главным тренером мужской сборной России по шахматам. Под его руководством сборная России выиграла Командный чемпионат мира по шахматам 2005 года в Беэр-Шева (Израиль).

По состоянию на 2012 год являлся тренером группы талантливых молодых шахматистов — Григория Опарина, Михаила Антипова, Алины Кашлинской, Савелия Голубова в шахматной гостиной Дворковича.

## Публикации
- «Как вернуть везение?» (На вопросы читателей отвечает Сергей Долматов) // «64 — Шахматное обозрение». — 1987. — № 18. — С. 18—19.

## Изменения рейтинга
| График не отображается по техническим причинам. Чтобы исправить это, воспроизведите график в новом формате, если это возможно. |